# The Time Meddler
A The Time Middler a Doctor Who sorozat tizenhetedik része, amit 1965. július 3. és 24. között vetítettek négy epizódban.

## Történet
A Doktor és társai 1066-ban, Angliában egy tengerparti szász faluban érkeznek. Egy hódító viking csapat éppen rajtaütni készül. Egy közeli kolostorban élő szerzetes azonban szövetkezik a vikingekkel, mert Angliát gyorsan szeretné stabil állammá formálni. A hatalma meg van hozzá, hiszen ő tulajdonképp egy rejtőzködő Idő Lord...

## Epizódok címei
- 1. rész: The Watcher (magyarul: A figyelő)
- 2. rész: The Meddling Monk (magyarul: A beavatkozó szerzetes)
- 3. rész: A Battle of Wits (magyarul: Egy intelligencia harca)
- 4. rész: Checkmate (magyarul: Sakkmatt)

## Könyvkiadás
A könyvváltozatát 1987. október 15-én adta ki a Target könyvkiadó.

## Otthoni kiadás
- VHS-en 2002 novemberében adták ki.
- DVD-n 2008. február 4-én adták ki.

### Fordítás
- Ez a szócikk részben vagy egészben  a   The Time Meddler című angol Wikipédia-szócikk fordításán alapul.  Az eredeti cikk szerkesztőit annak laptörténete sorolja fel. Ez a jelzés csupán a megfogalmazás eredetét és a szerzői jogokat jelzi, nem szolgál a cikkben szereplő információk forrásmegjelöléseként.